# Hamadan (shahrestan)
Hamadan (persiska: هَمَدان), även Hamedan (هَمِدان), eller Shahrestan-e Hamadan (شهرستان همدان), är en delprovins (shahrestan) i Iran. Den ligger i provinsen Hamadan, i den västra delen av landet. Administrativt centrum är staden Hamadan.
Delprovinsen hade 676 105 invånare 2016.